# チャイナガール (1942年の映画)
『チャイナガール』（China Girl ）は、1942年のアメリカ合衆国の冒険アクション映画。
監督はヘンリー・ハサウェイ、出演はジーン・ティアニーとジョージ・モンゴメリーなど。
第二次世界大戦中の日本占領下のアジアを舞台に、中国人女性を危難から救おうと奮闘するニュース映画の米国人撮影記者を描いている。
日本では劇場未公開だが、WOWOWで放送された。

## ストーリー
太平洋戦争中の日本占領下の中国で、日本軍に捕らえられたアメリカ人記者ジョニーは、獄中で知り合ったカナダ人のウィードと共に脱獄する。ビルマのマンダレーに逃げ延びたジョニーは、そこで美しい中国人女性ハオリーと出会い、恋に落ちる。

## キャスト
- ハオリー・ヤン: ジーン・ティアニー - ニューヨークで教育を受けた中国人女性。
- ジョニー・ウィリアムズ（バグジー）: ジョージ・モンゴメリー（英語版） - アメリカ人記者、カメラマン。
- キャプテン・フィフィ: リン・バリ（英語版） - ウィードの女友達。
- ブル・ウィード少佐: ヴィクター・マクラグレン - 中国不正規軍少佐。カナダ人。
- ビル・ジョーンズ: アラン・バクスター - パイロット。
- ジャルビ: シグ・ルーマン（英語版） - 悪徳美術商。ジョニーとは因縁がある。
- ショーティ・マクガイア: マイロン・マコーミック（英語版） - パイロット。ジョニーの旧友。
- チャンドゥ: ロバート・ブレイク - ジョニーを手伝うようになる孤児の少年。
- シュガー・フィンガーズ: アン・ペニントン（英語版） - ショーガール。
- カイ・ヤン博士: フィリップ・アーン - ハオリーの父。